# Kamixovka (Saràtov)
|  | Per a altres significats, vegeu «Kamixovka». |

Kamixovka (en rus: Камышовка) és un poble de l'óblast de Saràtov, a Rússia, segons el cens del 2010 tenia 74 habitants. Pertany al districte municipal de Volsk.